# Kanton Harste
Der Kanton Harste bestand von 1807 bis 1813 im Distrikt Göttingen (Departement der Leine, Königreich Westphalen) und wurde durch das Königliche Decret vom 24. Dezember 1807 gebildet. Der Kanton war von den Umstruktierungen des Distrikts zur endgültigen Festsetzung des Zustands der Gemeinden im Departement der Leine vom 16. Juni 1809 kaum betroffen. Die Gemeinde Lütjenrode wurde abgespalten und in der Organisation der Gemeinden wurde in der unten stehenden Form folgendes verändert.

## Gemeinden
- Harste
- Parensen
- Lengelern und Emmenhausen
- Elliehausen
- Hetgershausen und Knutbühren
- Esebeck, Holtensen, Gladebeck, bis 1809 Lütjenrode

ab 1809
- Harste und Emmenhausen
- Gladebeck
- Parensen
- Lengelern und Gasthaus Waldbrückenkrug
- Elliehausen und Esebeck
- Hetgershausen und Knutbühren
- Holtensen